# Klinte
För andra betydelser, se Klinte (olika betydelser).
Klinte var före 2015 en av SCB avgränsad och namnsatt småort i Gotlands kommun i Gotlands län i Klinte socken. Orten är belägen vid Gotlands västkust just innanför Klintehamn. Småorten upphörde 2015 när området växte samman med bebyggelsen i Klintehamn.
I Klinte ligger Klinte kyrka.